# Първо българско училище (Швеция)
Първо българско училище е първо училище на българите в Швеция, основано през 2013 г. в град Стокхолм. Училището работи с подкрепата на посолството на България в Стокхолм, където се организират честванията на големите празници. То провежда занятия в сградата на Allaktivitetshuset Sundbyberg – организация, която подпомага културно-образователни дейности в Швеция. През учебната 2023/2024 г. в него се обучават 35 деца. Към 2023 г. директор на училището е Мария Костадинова.
В събота децата посещават уроци по български език, роден край и народни песни и танци. Всяка година се организират големи пролетни тържества (по случай баба Марта, 3 март и 8 март), денят на Кирил и Методий (24 май) и Коледа (25 декември) с детски работилници за изработка на мартеници и сурвачки. На тържествата децата изнасят рецитали и концерти.

## Ученици
Брой на учениците през учебните години:
- 23 – учебна 2014/2015 г.[5]
- 35 – учебна 2023/2024 г.[2]